# Schloßberg 26 (Quedlinburg)

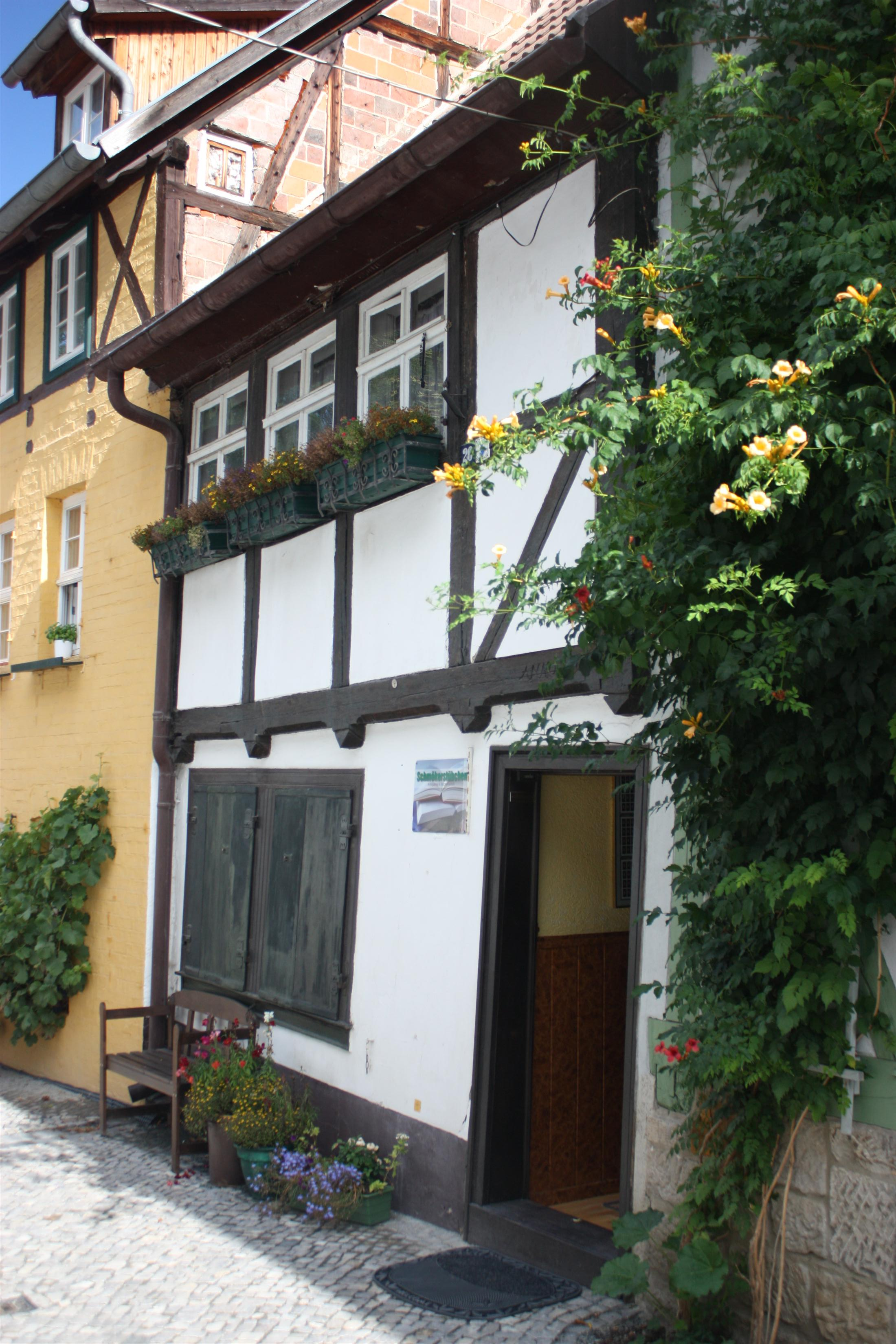
Haus Schloßberg 26

Das Haus Schloßberg 26  ist ein denkmalgeschütztes Gebäude in der Stadt Quedlinburg in Sachsen-Anhalt.

## Lage
Es befindet sich am Schlossberg, südlich der Quedlinburger Altstadt im Stadtteil Westendorf und gehört zum UNESCO-Weltkulturerbe. Im Quedlinburger Denkmalverzeichnis ist das Gebäude als Wohnhaus eingetragen.

## Architektur und Geschichte
Das kleine zweigeschossige Fachwerkhaus entstand in der Zeit um 1700. Die Fachwerkfassade ist schlicht gestaltet, verfügt jedoch über Pyramidenbalkenköpfe.